# Роди-Гарганико
Роди-Гарганико (итал. Rodi Garganico) — коммуна в Италии, располагается в регионе Апулия, подчиняется административному центру Фоджа.
Население составляет 3702 человека (2008 г.), плотность населения составляет 280 чел./км². Занимает площадь 13 км². Почтовый индекс — 71012. Телефонный код — 0884.
Покровителями коммуны почитаются Пресвятая Богородица (Maria Santissima della Libera) и святой Христофор, празднование 2 июля.

## Демография
Динамика населения:

## Администрация коммуны
- Официальный сайт: http://www.comune.rodigarganico.info/